# Сент-Люсі (Барбадос)
Сент-Люсі («St. Lucy») — парафія на півночі Барбадосу. Єдина з барбадоських парафій названа на честь святої покровительки-жінки, святої Луції Сиракузької. У парафії розміщувалась американська військово-морська база в Гаррісонс-Пойнт. Також Сент-Люсі є півостровом, який омиває з півночі, заходу та сходу Атлантичний океан. На півдні межує з парафією Сент-Пітер.
По прямій Сент-Люсі є найвіддаленішою парафією від столиці країни, міста Бриджтаун, яке розташовано у парафії Сент-Майкл. Сент-Люсі є однією з найменш населених частин країни.
Найближче велике місто — Спайтстаун, розташоване у парафії Сент-Пітер.
У Сент-Люсі народився перший прем'єр-міністр країни Еррол Берроу.